# Stadion HŠK Zrinjski
Stadion HŠK Zrinjski (službeni naziv: Stadion Hrvatskog športskog kluba Zrinjski, poznat i kao: Stadion pod Bijelim Brijegom) je višenamjenski stadion u hercegovačkom gradu Mostaru.
Izgrađen je 1958. godine. Stadion ima atletsku stazu i rasvjetu, tako da se na njemu mogu igrati i noćne utakmice te održavati atletska natjecanja. Stadion ima dvije tribine: zapadnu (gornju i donju) i istočnu (Stajanje). Postavljeno je 9000 sjedalica. Od toga 800 je natkriveno. Prije postavljanja sjedalica, stadion je mogao primiti 25.000 gledatelja.
U vrijeme izgradnje stadiona "Pod Bijelim Brijegom" (1950-ih) HŠK Zrinjski bio je odlukom komunističkih vlasti zabranjen, te samim tim nije mogao igrati utakmice na stadionu, a utakmice na njemu je igrao FK Velež. U posljednjem ratu u BiH veliki dio arhiva FK Veleža koji se nalazio u zgradi uprave je uništen, kao i trofeji, plakete i ostala vrijedna dokumentacija, a sam stadion pretrpio je nekolika granatiranja. Zbog rata (Bošnjačko-hrvatski sukob: Mostar i dolina Neretve), Mostar je postao podijeljen grad. Zapadni (veći) dio grada je pod kontrolom Hrvata, a istočni (manji) pod kontrolom Bošnjaka. Zrinjski je prisvojio Stadion pod Bijelim Brijegom, koji se nalazi u hrvatskom dijelu grada, a Velež otada svoje utakmice igra na stadionu u Vrapčićima. Odlukama gradskih vlasti, HŠK Zrinjski igra na svome stadionu koji službeno nosi naziv "Stadion Hrvatskog športskog kluba Zrinjski".   

## Galerija
- Zapadna tribina (gornja i donja)
- Donja zapadna tribina
- Travnjak i istočna tribina (Stajanje)
- Zgrada uprave kluba

## Unutarnje poveznice
- HŠK Zrinjski Mostar
- FK Velež Mostar
- Mostarski gradski derbi